# 条坊制

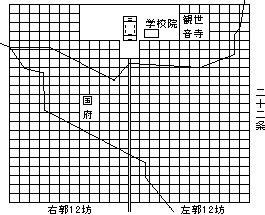
大宰府条坊復元図

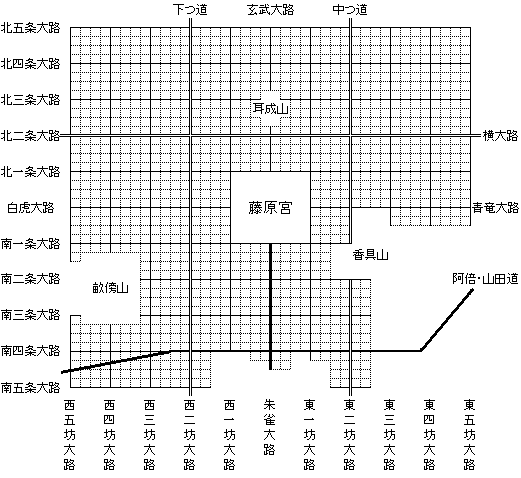
藤原京条坊復元図

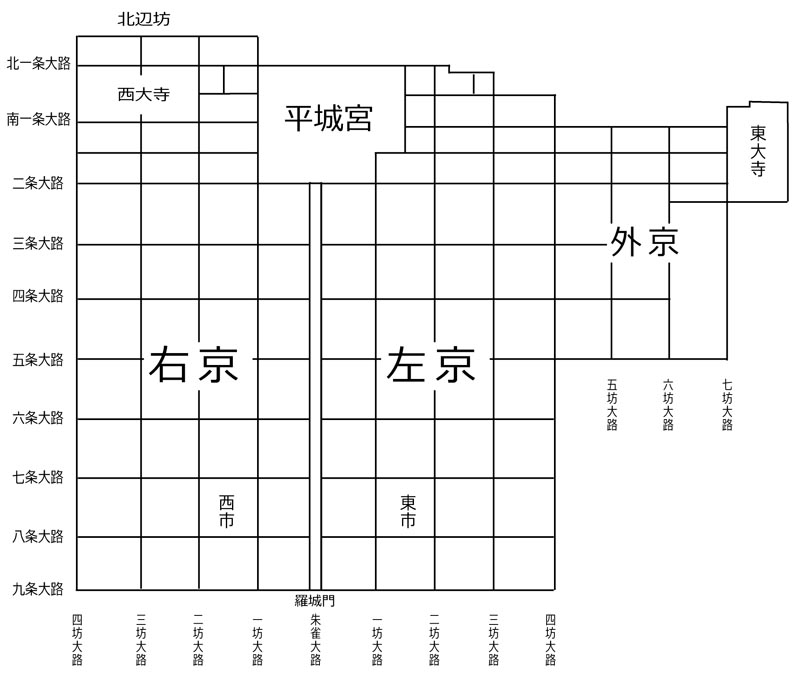
平城京条坊復元図

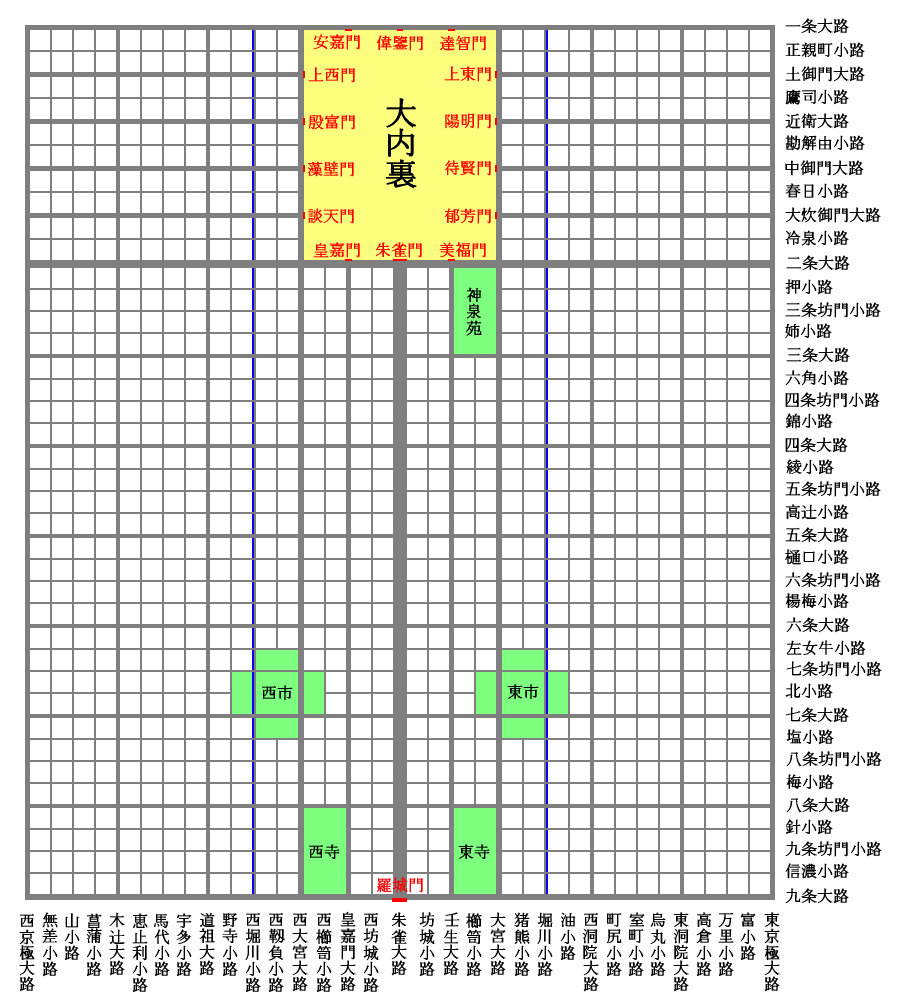
平安京条坊復元図

条坊制（じょうぼうせい）とは、中国・朝鮮半島・日本の宮城都市に見られる都市計画で、南北中央に朱雀大路を配し、南北の大路（坊）と東西の大路（条）を碁盤の目状に組み合わせた左右対称で方形の都市プランである。

## 思想
儒教の教典『周礼』において、王城は「一辺9里の正方形で、側面にはそれぞれ3つずつの門を開く。城内には、南北と東西に9条ずつの街路を交差させ、幅は車のわだち（8尺）の9倍とする。中央に天子の宮、その東に祖先の霊を祀り（宗廟）、西に土地の神を祀る（社稷）。前方、南には朝廷、後方、北には市場を置く。」とある。
この思想を背景として、中国に条坊制の王城が発祥した。東西南北を直線的に街路で結ぶのが最も機能的だという中国の考え方は、その後、朝鮮半島や日本などへ周礼思想とともに条坊制として伝わり、これらの地域でも条坊制の王城が営まれるようになったと考えられている。

## 各国の例
中国では、風水説（四神相応）と並び首都建設の基本であったが、宋の時代に入ると条坊制に基づいた都はあまり作られなくなった。
朝鮮半島では、7世紀後半頃新羅王京において採用されたといわれる。
日本における条坊制の都市には、都であった藤原京・平城京・長岡京・平安京、および、広い地方を統括した大宰府・多賀城等がある。ただし、異民族の侵攻の恐れのある大陸においては、郭城（塀＝羅城をめぐらした城）であるが、島国である日本では城壁は作られず（大宰府には城壁があったとも考えられている）、平城京・平安京では都の入口を示す朱雀大路の門が羅城門（羅生門）と呼ばれるにとどまった。
条坊制の名残として、都市を碁盤目状の道路で区画して建設するという文化は、明治時代以降に開発された北海道などにも伝統として受け継がれ、現在では京都市をはじめ、札幌市や旭川市など北海道の大部分の都市で、○条○町（○丁目）のように住所名に活かされている。